# 豊通エネルギー
豊通エネルギー株式会社（とよつうエネルギー、英: Toyotsu Energy Corporation）は、愛知県名古屋市中村区名駅4丁目に本社を置く、豊田通商グループのエネルギー専門商社。

## 沿革
- 1969年（昭和44年）7月 - 豊通ガスセンター株式会社として資本金1,000万円にて設立。
- 1982年（昭和57年）11月 - 尾張地区のLPガス販売拠点として小牧営業所（後の北名古屋営業所）開設。
- 1988年（昭和63年）2月 - 東三河地区のLPガス販売拠点として豊橋営業所開設。
- 1998年（平成10年）4月 - 西三河南部、知多地区のLPガス販売拠点として碧南営業所開設。
- 1999年（平成11年）4月 - 
  - 社名を豊通エネルギー株式会社に変更。
  - 豊田通商、豊通石油販売（現・東和石油販売）より産業用エネルギー（燃料油、潤滑油）、ガスヒートポンプ（GHP）の販売を移管。
  - 名古屋オートガスステーションを統合。
- 2001年（平成13年）9月 - ISO 14001の認証を取得。
- 2002年（平成14年）10月 - 豊通オイルセンター株式会社（現・名古屋油槽所）を合併。資本金1億5千万円に増資。
- 2005年（平成17年）
  - 7月 - 資本金3億1千万円に増資。
  - 8月 - 半田物流センター設置。
- 2009年（平成21年）
  - 1月 - 豊田新LPG充填所完成。
  - 4月 - 九州オフィス（現・九州出張所）開設。
- 2010年（平成22年）4月 - 豊田通商エネルギー部より事業の一部を吸収分割により承継。
- 2012年（平成24年）
  - 4月 - 東北オフィス（現・東北出張所）開設。豊田通商石油・新エネルギー部より潤滑油間接輸出事業を移管。
  - 8月 - 豊田通商より豊通石油販売の株式譲渡を受け、同社を子会社化。
- 2013年（平成25年）4月 - 豊田ケミカルエンジニアリングより潤滑油製造部門の業務を移管。
- 2014年（平成26年）6月 - 豊田通商よりToyota Tsusho Energy (Thailand) Ltd.と台益豊股份有限公司への出資株式の譲渡を受ける。
- 2015年（平成27年）4月 - 安城営業所開設（後に閉鎖、豊田支社に統合）。
- 2016年（平成28年）10月 - シンフォニー豊田ビル（名古屋市中村区名駅）へ本社を移転
- 2024年（令和6年）10月 - 家庭用及び民生用LPガス事業並びに充填配送業務を東邦液化ガスに承継、ホームエネルギー事業から撤退。

## 事業所

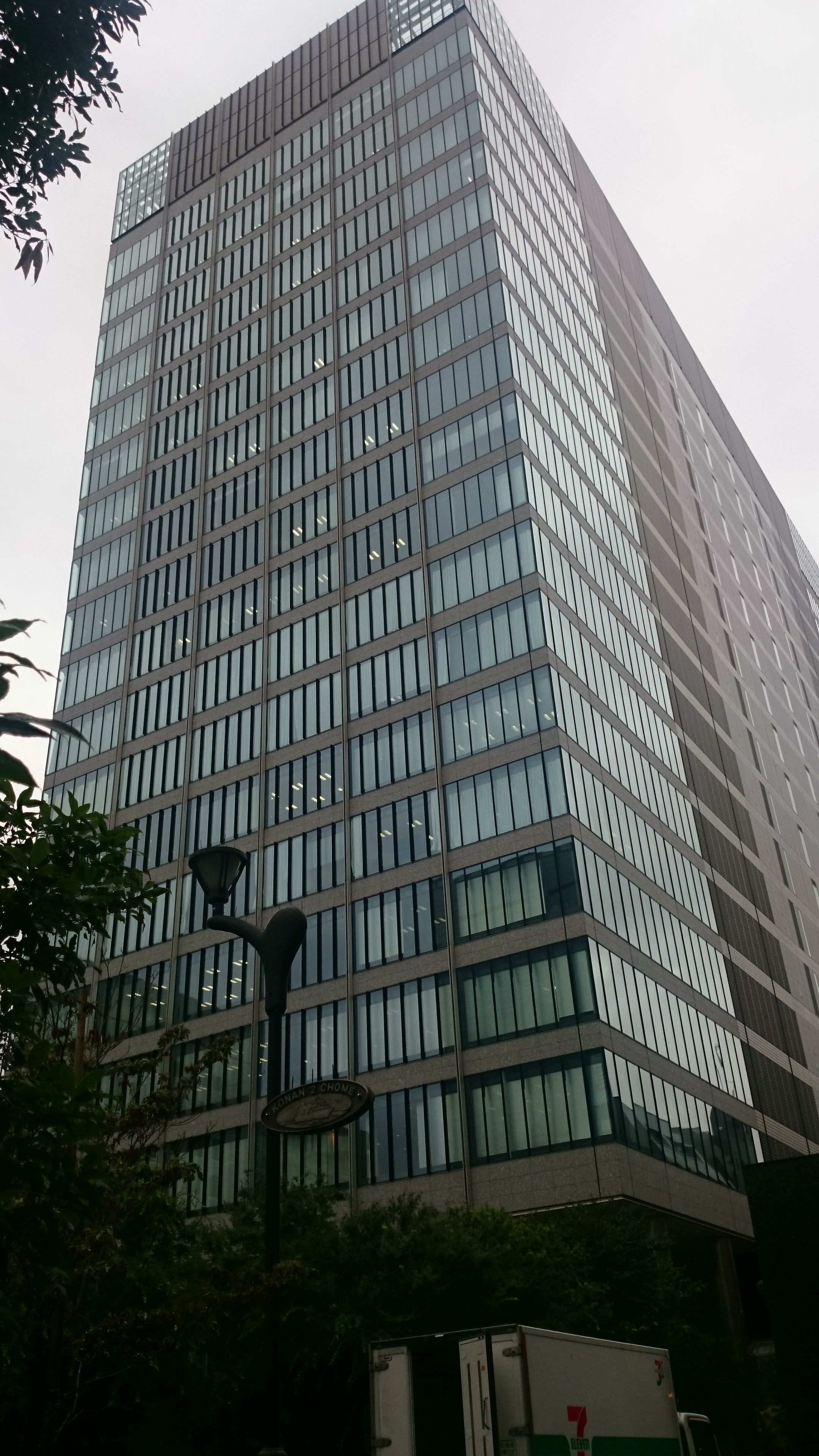
18階に東日本支店が入居
（品川フロントビル）

- 本社 - 名古屋市中村区名駅4丁目11-27　シンフォニー豊田ビル
- 東日本支店 - 東京都港区港南2丁目3-13　品川フロントビル18階
- 名古屋油槽所 - 名古屋市港区潮見町37-3
- 半田営業所 - 愛知県半田市日東町1丁目30（豊田ケミカルエンジニアリング内）